# Kinesiske kalender
Den kinesiske kalender er en lunisolarkalender. I Kina i dag bruges den gregorianske kalender i verdslig øjemed. Den kinesiske kalender bruges dog stadig til markering af traditionelle helligdage som f.eks. kinesisk nytår, Duanwu Festival og Månefestival. Den bruges også til at vælge en god dag for bryllup eller for åbning af en ny bygning. Fordi en måned i den kinesiske kalender er lige så lang som månens omløbstid siger kalenderen også noget om månens faser.
Den kinesiske kalender er baseret på eksakte astronomiske observationer af solens længdegrad og månenes faser. Målepunktet er Beijings beliggenhed.
Den kinesiske kalender er som nævnt en sol-/måne-kalender, idet den stræber mod at få dens år til at falde sammen med solåret, og månederne til at falde sammen med månens faser.
Et almindeligt kinesisk år har 12 måneder og 353-354-355 dage, et skudår har 13 måneder og 383-384-385 dage. Den 13. måned, som placeres et sted mellem de andre måneder ud fra astronomiske beregninger, er en såkaldt skudmåned. Denne ekstra måned får samme navn som den foregående måned, men har ikke den foregående måneds eventuelle mærke- eller festdage.
I den kinesiske kalender har man yderligere givet navn til årene. De følger en cyklus på tolv forskellige år i nævnte rækkefølge: rotte, okse, tiger, kanin (hare), drage, slange, hest, får (eller ged), abe, hane, hund, og gris. Ved kinesisk nytår i 2014 begyndte hestens år.
12 års-cykler indgår i 60 års-cykler. I 2011 er kalenderen nået til den 78. 60 års-cyklus. Den 78. 60 års-cyklus begyndte ved det kinesiske nytår, der fandt sted torsdag den 2. februar 1984.
Hvert år i en 60 års-cyklus har et navn, som består af to ord, ét fra ti "himmelske stammer" og ét fra tolv "jordiske grene":
| Himmelsk stamme | Jordisk gren |
| --------------- | ------------ |
| jia             | zi (rotte)   |
| yi              | chou (okse)  |
| bing            | yin (tiger)  |
| ding            | mao (hare)   |
| wu              | chen (drage) |
| ji              | si (slange)  |
| geng            | wu (hest)    |
| xin             | wei (får)    |
| ren             | shen (abe)   |
| gui             | you (hane)   |
|                 | xu (hund)    |
|                 | hai (gris)   |

Årene navngives således (fra år 1 i 60 års-cyklen): jia-zi, yi-chou, bing-yin,..., jia-xu, yi-hai,..., gui-hai.
Som nævnt ovenfor begyndte den 78. 60 års-cyklus den 2. februar 1984, dvs. første dag i jia-zi (rotte), første dag i 12 års-cyklus nr. 1 og første dag i den 78. 60 års-cyklus.

## Historie

### Solkalendere
Den traditionelle kinesiske kalender blev udviklet mellem 771 og 476 f.Kr. i løbet af foråret og efteråret i det østlige Zhou-dynasti. Før Zhou-dynastiet blev der anvendt solkalendere.
En version af solkalenderen er kalenderen med fem elementer (五行 曆; 五行 历), der stammer fra Wu Xing. Et 365-dages år blev opdelt i fem faser på 73 dage, hvor hver fase svarede til et dag 1 Wu Xing-element. En fase begyndte med en regeringselementsdag (行 御) efterfulgt af seks 12-dages uger. Hver fase bestod af to tre-ugers måneder, hvilket gjorde hvert år ti måneder langt. År begyndte på en jiǎzǐ (甲子) dag (og en 72-dages træfase) efterfulgt af en bǐngzǐ dag (丙子) og en 72-dages brandfase; en wùzǐ (戊子) dag og en 72-dages jordfase; en gēngzǐ (庚子) dag og en 72-dages metalfase og en rénzǐ dag (壬子) efterfulgt af en vandfase. Andre dage blev sporet ved hjælp af det gule flodkort (He Tu).
En anden version er en firekvartals kalender (四時 八 節 曆; 四时 八 节 历; 'fire sektioner, otte sæsonskalender' eller 四分 曆; 四分 历). Uger var ti dage lange, med en måned bestående af tre uger. Et år havde 12 måneder, med en ti-dages uge indblandet om sommeren efter behov for at holde trit med det tropiske år. De 10 himmelske stængler og 12 jordiske grene blev brugt til at markere dage.
En tredje version er den afbalancerede kalender (調 曆; 调 历). Et år var 365,25 dage, og en måned var 29,5 dage. Efter hver 16. månekalender blev en halv måned intercaleret. Ifølge oracle bone records var Shang-dynastiets kalender (ca. 1600 - ca. 1046 f.Kr.) en afbalanceret kalender med 12 til 14 måneder om året. måneden efter vintersolhverv var Zhēngyuè.

### Lunisolar kalendere
Den første lunisolar kalender var Zhou kalenderen (周 曆; 周 历), der blev introduceret under Zhou-dynastiet. Denne kalender satte starten på året på den nye månes dag før vintersolhverv.
Adskillige konkurrerende lunisolar kalendere blev også indført, især af stater, der kæmper for Zhou-kontrol under den krigende stat. Staten Lu udstedte sin egen Lu-kalender (魯 曆; 鲁 历). Jin udstedte Xia-kalenderen (夏曆; 夏历) i år 102 e.Kr. med et år, der begyndte på dagen for den nye måne, der var tættest på marinojævndøgn. Qin udstedte Zhuanxu-kalenderen (顓 頊 曆; 颛 顼 历) med et år begyndende på dagen for den nye måne nærmest vintersolhverv. Songs Yin-kalender (殷 曆; 殷 历) begyndte sit år på den nye månes dag efter vintersolhverv.
Disse kalendere er kendt som de seks gamle kalendere (古 六 曆; 古 六 历) eller kvart-kvarter kalendere (四分 曆; 四分 历; sìfìnlì), da alle beregner et år som 365 1⁄4 dage lange . Måneder begynder på dagen for nymåne, og et år har 12 eller 13 måneder. Mellemkalarmåneder (en 13. måned) tilføjes til slutningen af året. Qiang- og Dai-kalenderne er moderne versioner af Zhuanxu-kalenderen, der bruges af bjergfolk.

### Qin og tidlige Han-dynastier
Efter at Qin Shi Huang forenede Kina under Qin-dynastiet i 221 f.Kr. blev Qin-kalenderen (秦 曆; 秦 历) introduceret. Den fulgte de fleste af reglerne for Zhuanxu-kalenderen, men månedsrækkefølgen var Xia-kalenderen; året begyndte med måned 10 og sluttede med måned 9 svarende til en gregoriansk kalender, der begyndte i oktober og sluttede i september. Den mellemkalarmåned, kendt som den anden Jiǔyuè (後 九月; 后 九月; 'senere Jiǔyuè'), blev placeret i slutningen af året. Qin-kalenderen blev brugt ind i Han-dynastiet.

### Han-Ming-dynastier og Taichu-kalender
Kejser Wu fra Han r. 141 - 87 f.Kr. indførte reformer halvvejs gennem hans regeringstid. Hans Taichu-kalender (太初 曆; 太初 历; 'grand startkalender') definerede et solår som 365 385⁄1539 dage, og månemåneden var 29 43⁄81 dage. Denne kalender introducerede de 24 soltermer, der delte året i 24 lige store dele. Soltermer blev parret med de 12 kombinerede perioder kendt som klimabetingelser. Den første solperiode i perioden var kendt som et præklima, og det andet var et mellemklima. Måneder blev navngivet efter det midtklima, som de var tættest på, og en måned uden mellemklima var en mellemkalarmåned.
Taichu-kalenderen etablerede en ramme for traditionelle kalendere, hvor senere kalendere blev tilføjet til den grundlæggende formel. Dàmíng-kalenderen (大 明 曆; 大 明 历; 'lyseste kalender'), oprettet i Liang-dynastiet af Zu Chongzhi, introducerede jævndøgn. Brugen af en syzygy til at bestemme månemåneden blev først beskrevet i Tang-dynastiet Wùyín Yuán Calendar ((元 曆; 戊寅 元 历; 'jordtiger-epoke kalender'). Yuan-dynastiets Shòushí-kalender (授 時 曆; 授 时 历; 'undervisningstidskalender') brugte sfærisk trigonometri til at finde længden af det tropiske år. Kalenderen havde et år på 365,2425 dage, identisk med den gregorianske kalender.

### Moderne kalendere
Selvom den kinesiske kalender mistede sin plads som landets officielle kalender i begyndelsen af det 20. århundrede, [10] er brugen fortsat. Nogle kalendere fulgte den sidste kalender i Qing-dynastiet, der blev offentliggjort i 1908. Dette forårsagede forvirring omkring datoen for 1978 Mid-Autumn Festival, og disse områder skiftede derefter til UTC + 8-baseret kalender.